# David Wall (ballerino)
David Wall (Londra, 15 marzo 1946 – Londra, 18 giugno 2013) è stato un ballerino britannico.

## Biografia
Nato e cresciuto nel quartiere londinese di Chiswick, David Wall studiò danza prima localmente, poi a Windsor e infine alla Royal Ballet School, prima di unirsi al corpo di ballo della compagnia itinerante del Royal Ballet nel 1963. Scalò rapidamente i ranghi della compagnia: nel 1966 fu promosso al rango di solista, mentre nel 1967, appena ventunenne, divenne il più giovane primo ballerino della storia del Royal Ballet. Nel 1970 si unì alla compagnia stabile al Covent Garden, dove nel corso della sua carriera danzò come partner di ballerine di alto profilo quali Margot Fonteyn, Lynn Seymour, Natalia Makarova e Alessandra Ferri. Uno dei suoi primi ruoli alla Royal Opera House fu nella prima britannica di Dances at a Gathering di Jerome Robbins, dove condivideva la scena con Rudol'f Nureev, Anthony Dowell ed Antoinette Sibley.
Al Covent Garden danzò in un vasto repertorio che annoverava coreografie di Frederick Ashton, Ninette de Valois ed Antony Tudor, ma la sua carriera fu legata soprattutto all'opera di Kenneth MacMillan. Nel 1974 danzò nella prima de L'histoire de Manon nel ruolo di Lescaut, per poi danzare anche in quello del protagonista Des Grieux. Nel 1977 vinse l'Evening Standard Award per l'eccellenza nella danza ed esordì al Teatro alla Scala nel ruolo del Principe ne Lo schiaccianoci di Nureev. Nel 1978 divenne il primo interprete del ruolo di Rodolfo d'Asburgo-Lorena nel Mayerling, divenuto il suo ruolo più celebre; avrebbe continuato a danzare nella parte fino al ritiro delle scene nel 1984, inclusa una tournée statunitense nel 1977 e alla Metropolitan Opera House nel 1983.
Dopo il ritiro dalle scene, nel 1984 si unì alla Royal Academy of Dance in veste di assistente direttore, diventandone poi direttore fino al 1991. Nel 1995 si unì all'English National Ballet in veste di maestro di balletto della compagnia e gli viene attribuito il merito di aver risollevato gli standard tecnici (specialmente maschili) del corpo di ballo. Dopo il pensionamento nel 2011, continuò a lavorare occasionalmente come répétiteur sia per l'English National Ballet che per il Royal Ballet.
Fu sposato con la ballerina Alfreda Thorogood dal 1967 alla sua morte, avvenuta per un cancro nel 2013. La coppia ebbe due figli.